# Jovanotti/Diskografie
Diese Diskografie ist eine Übersicht über die musikalischen Werke des italienischen Musikers Jovanotti. Den Schallplattenauszeichnungen zufolge hat er bisher mehr als 4,2 Millionen Tonträger verkauft, davon alleine in seiner Heimat über 3,7 Millionen. Seine erfolgreichste Veröffentlichung ist das Studioalbum Ora mit über 310.000 verkauften Einheiten.

## Alben

### Studioalben
| Jahr | Titel Musiklabel                                                | Höchstplatzierung, Gesamtwochen, AuszeichnungChartplatzierungen (Jahr, Titel, Musiklabel, Platzierungen, Wochen, Auszeichnungen, Anmerkungen) | Höchstplatzierung, Gesamtwochen, AuszeichnungChartplatzierungen (Jahr, Titel, Musiklabel, Platzierungen, Wochen, Auszeichnungen, Anmerkungen) | Höchstplatzierung, Gesamtwochen, AuszeichnungChartplatzierungen (Jahr, Titel, Musiklabel, Platzierungen, Wochen, Auszeichnungen, Anmerkungen) | Höchstplatzierung, Gesamtwochen, AuszeichnungChartplatzierungen (Jahr, Titel, Musiklabel, Platzierungen, Wochen, Auszeichnungen, Anmerkungen) | Anmerkungen                                                |
| Jahr | Titel Musiklabel                                                | IT | DE | AT | CH | Anmerkungen                                                |
| ---- | --------------------------------------------------------------- | --- | --- | --- | --- | ---------------------------------------------------------- |
| 1988 | Jovanotti for President Ibiza Records (CBS)                     | IT3 (29 Wo.)IT | — | — | — | Erstveröffentlichung: 15. Januar 1988                      |
| 1989 | La mia moto Ibiza Records (CBS)                                 | IT4 (21 Wo.)IT | — | — | — | Erstveröffentlichung: 1989                                 |
| 1990 | Giovani Jovanotti Ibiza Records (CBS)                           | — | — | — | — | Erstveröffentlichung: 1990                                 |
| 1991 | Una tribù che balla Free Records Independent (CGD S.p.A.)       | IT11 (9 Wo.)IT | — | — | — | Erstveröffentlichung: 1991                                 |
| 1992 | Lorenzo 1992 Free Records Independent (CGD S.p.A.)              | IT4 (21 Wo.)IT | — | — | — | Erstveröffentlichung: 24. Februar 1992                     |
| 1994 | Lorenzo 1994 Soleluna • Mercury Records (Polygram)              | IT1 (41 Wo.)IT | DE34 (11 Wo.)DE | AT23 (6 Wo.)AT | CH17 Gold · (22 Wo.)CH | Erstveröffentlichung: 10. Januar 1994 Verkäufe: + 25.000   |
| 1997 | Lorenzo 1997 – L’albero Soleluna • Mercury Records (Polygram)   | IT1 (40 Wo.)IT | — | AT15 (8 Wo.)AT | CH10 Gold · (15 Wo.)CH | Erstveröffentlichung: 30. Januar 1997 Verkäufe: + 25.000   |
| 1999 | Lorenzo 1999 – Capo Horn Soleluna • Mercury Records (Polygram)  | IT1 (40 Wo.)IT | — | AT24 (9 Wo.)AT | CH10 (14 Wo.)CH | Erstveröffentlichung: 10. Mai 1999                         |
| 2002 | Lorenzo 2002 – Il quinto mondo Soleluna • Mercury Records (UMG) | IT1 (35 Wo.)IT | — | AT20 (6 Wo.)AT | CH11 Gold · (16 Wo.)CH | Erstveröffentlichung: 28. Januar 2002 Verkäufe: + 20.000   |
| 2005 | Buon sangue Soleluna • Mercury Records (UMG)                    | IT1 (56 Wo.)IT | — | AT49 (3 Wo.)AT | CH9 (15 Wo.)CH | Erstveröffentlichung: 13. Mai 2005                         |
| 2008 | Safari Soleluna • Mercury Records (UMG)                         | IT1 ×2Doppelplatin · (120 Wo.)IT | — | AT70 (2 Wo.)AT | CH4 Gold · (34 Wo.)CH | Erstveröffentlichung: 18. Januar 2008 Verkäufe: + 110.000  |
| 2011 | Ora Soleluna • Mercury Records (UMG)                            | IT1 Diamant · (103 Wo.)IT | — | AT69 (1 Wo.)AT | CH2 Gold · (27 Wo.)CH | Erstveröffentlichung: 25. Januar 2011 Verkäufe: + 310.000  |
| 2015 | Lorenzo 2015 CC. Soleluna • Mercury Records (UMG)               | IT1 ×6Sechsfachplatin · (40 Wo.)IT | — | — | CH3 (20 Wo.)CH | Erstveröffentlichung: 24. Februar 2015 Verkäufe: + 300.000 |
| 2017 | Oh, vita! Soleluna • Mercury Records (UMG)                      | IT1 ×4Vierfachplatin · (53 Wo.)IT | — | AT70 (1 Wo.)AT | CH4 (21 Wo.)CH | Erstveröffentlichung: 1. Dezember 2017 Verkäufe: + 200.000 |
| 2019 | Lorenzo sulla luna Soleluna • Polydor (UMG)                     | IT8 (6 Wo.)IT | — | — | CH33 (1 Wo.)CH | Erstveröffentlichung: 29. November 2019                    |
| 2022 | Il disco del Sole Capitol Records (UMG)                         | IT3 Gold · (9 Wo.)IT | — | — | CH15 (2 Wo.)CH | Erstveröffentlichung: 9. Dezember 2022 Verkäufe: + 25.000  |
| 2025 | Il corpo umano, Vol. 1 Island Records (UMG)                     | IT1 Gold · (21 Wo.)IT | — | — | CH8 (2 Wo.)CH | Erstveröffentlichung: 31. Januar 2025 Verkäufe: + 25.000   |

### Livealben (Auswahl)
| Jahr | Titel Musiklabel                                                           | Höchstplatzierung, Gesamtwochen, AuszeichnungChartplatzierungen (Jahr, Titel, Musiklabel, Platzierungen, Wochen, Auszeichnungen, Anmerkungen) | Höchstplatzierung, Gesamtwochen, AuszeichnungChartplatzierungen (Jahr, Titel, Musiklabel, Platzierungen, Wochen, Auszeichnungen, Anmerkungen) | Höchstplatzierung, Gesamtwochen, AuszeichnungChartplatzierungen (Jahr, Titel, Musiklabel, Platzierungen, Wochen, Auszeichnungen, Anmerkungen) | Höchstplatzierung, Gesamtwochen, AuszeichnungChartplatzierungen (Jahr, Titel, Musiklabel, Platzierungen, Wochen, Auszeichnungen, Anmerkungen) | Anmerkungen                                                |
| Jahr | Titel Musiklabel                                                           | IT | DE | AT | CH | Anmerkungen                                                |
| ---- | -------------------------------------------------------------------------- | --- | --- | --- | --- | ---------------------------------------------------------- |
| 2000 | Lorenzo live – Autobiografia di una festa Soleluna • Mercury Records (UMG) | IT6 (14 Wo.)IT | — | — | — | Erstveröffentlichung: 14. November 2000                    |
| 2013 | Lorenzo negli stadi – Backup Tour Soleluna • Mercury Records (UMG)         | IT3 Platin · (51 Wo.)IT | — | — | — | Erstveröffentlichung: 19. November 2013 Verkäufe: + 50.000 |
| 2015 | Live 2184 Soleluna • Mercury Records (UMG)                                 | IT6 (70 Wo.)IT | — | — | — | Erstveröffentlichung: 27. November 2015                    |
| 2017 | Oh, live! Soleluna • Mercury Records (UMG)                                 | IT13 (33 Wo.)IT | — | — | — | Erstveröffentlichung: 1. Dezember 2017                     |
| 2025 | Jova! Live! Love! Island Records (UMG)                                     | IT40 (… Wo.)IT | — | — | CH91 (1 Wo.)CH | Erstveröffentlichung: 26. Juni 2025                        |

### Kompilationen (Auswahl)
| Jahr | Titel Musiklabel                                          | Höchstplatzierung, Gesamtwochen, AuszeichnungChartplatzierungen (Jahr, Titel, Musiklabel, Platzierungen, Wochen, Auszeichnungen, Anmerkungen) | Höchstplatzierung, Gesamtwochen, AuszeichnungChartplatzierungen (Jahr, Titel, Musiklabel, Platzierungen, Wochen, Auszeichnungen, Anmerkungen) | Höchstplatzierung, Gesamtwochen, AuszeichnungChartplatzierungen (Jahr, Titel, Musiklabel, Platzierungen, Wochen, Auszeichnungen, Anmerkungen) | Höchstplatzierung, Gesamtwochen, AuszeichnungChartplatzierungen (Jahr, Titel, Musiklabel, Platzierungen, Wochen, Auszeichnungen, Anmerkungen) | Anmerkungen                                                 |
| Jahr | Titel Musiklabel                                          | IT | DE | AT | CH | Anmerkungen                                                 |
| ---- | --------------------------------------------------------- | --- | --- | --- | --- | ----------------------------------------------------------- |
| 1995 | Lorenzo 1990–1995 Soleluna • Mercury Records (Polygram)   | IT1 Gold (2012) · (45 Wo.)IT | — | AT8 Gold · (15 Wo.)AT | CH14 Gold · (17 Wo.)CH | Erstveröffentlichung: Oktober 1995 Verkäufe: + 80.000       |
| 2001 | Pasaporte Soleluna • Mercury Records (UMG)                | — | — | — | CH67 (1 Wo.)CH | Erstveröffentlichung: 22. Juni 2001                         |
| 2012 | Backup 1987–2012 Soleluna • Mercury Records (UMG)         | IT1 ×6Sechsfachplatin · (224 Wo.)IT | — | — | CH44 (8 Wo.)CH | Erstveröffentlichung: 27. November 2012 Verkäufe: + 300.000 |
| 2022 | Jova Beach Party: Chiaro di Luna Soleluna • Polydor (UMG) | IT94 (1 Wo.)IT | — | — | — | Erstveröffentlichung: 29. Juli 2022                         |

### EPs
| Jahr | Titel Musiklabel                          | Höchstplatzierung, Gesamtwochen, AuszeichnungChartplatzierungen (Jahr, Titel, Musiklabel, Platzierungen, Wochen, Auszeichnungen, Anmerkungen) | Höchstplatzierung, Gesamtwochen, AuszeichnungChartplatzierungen (Jahr, Titel, Musiklabel, Platzierungen, Wochen, Auszeichnungen, Anmerkungen) | Höchstplatzierung, Gesamtwochen, AuszeichnungChartplatzierungen (Jahr, Titel, Musiklabel, Platzierungen, Wochen, Auszeichnungen, Anmerkungen) | Höchstplatzierung, Gesamtwochen, AuszeichnungChartplatzierungen (Jahr, Titel, Musiklabel, Platzierungen, Wochen, Auszeichnungen, Anmerkungen) | Anmerkungen                                           |
| Jahr | Titel Musiklabel                          | IT | DE | AT | CH | Anmerkungen                                           |
| ---- | ----------------------------------------- | --- | --- | --- | --- | ----------------------------------------------------- |
| 2019 | Jova Beach Party Soleluna • Polydor (UMG) | IT1 Gold · (28 Wo.)IT | — | — | CH17 (7 Wo.)CH | Erstveröffentlichung: 7. Juni 2019 Verkäufe: + 25.000 |
| 2022 | Mediterraneo Soleluna • Polydor (UMG)     | — | — | — | CH89 (1 Wo.)CH | Erstveröffentlichung: 1. April 2022                   |

## Singles

### Als Leadmusiker
| Jahr | Titel Album                                    | Höchstplatzierung, Gesamtwochen, AuszeichnungChartplatzierungen (Jahr, Titel, Album, Platzierungen, Wochen, Auszeichnungen, Anmerkungen) | Höchstplatzierung, Gesamtwochen, AuszeichnungChartplatzierungen (Jahr, Titel, Album, Platzierungen, Wochen, Auszeichnungen, Anmerkungen) | Höchstplatzierung, Gesamtwochen, AuszeichnungChartplatzierungen (Jahr, Titel, Album, Platzierungen, Wochen, Auszeichnungen, Anmerkungen) | Höchstplatzierung, Gesamtwochen, AuszeichnungChartplatzierungen (Jahr, Titel, Album, Platzierungen, Wochen, Auszeichnungen, Anmerkungen) | Höchstplatzierung, Gesamtwochen, AuszeichnungChartplatzierungen (Jahr, Titel, Album, Platzierungen, Wochen, Auszeichnungen, Anmerkungen) | Anmerkungen                                                                                |
| Jahr | Titel Album                                    | IT | DE | AT | CH | UK | Anmerkungen                                                                                |
| --- | ---------------------------------------------- | --- | --- | --- | --- | --- | ------------------------------------------------------------------------------------------ |
| 1988 | Gimme Five Jovanotti for President             | IT1 (20 Wo.)IT | — | — | CH11 (9 Wo.)CH | — | Erstveröffentlichung: 1988                                                                 |
| 1988 | Go Jovanotti Go Jovanotti for President        | IT18 (2 Wo.)IT | — | — | — | — | Erstveröffentlichung: 1988                                                                 |
| 1988 | Gimme Five 2 Jovanotti for President           | IT1 (13 Wo.)IT | — | — | — | — | Erstveröffentlichung: 1988                                                                 |
| 1988 | Mix Remix Jovanotti for President              | IT4 (11 Wo.)IT | — | — | — | — | Erstveröffentlichung: 1988                                                                 |
| 1988 | È qui la festa? –                              | IT1 (15 Wo.)IT | — | — | — | — | Erstveröffentlichung: 1988                                                                 |
| 1989 | Sex No Drugs and Rock ’n’ Roll –               | IT2 (11 Wo.)IT | — | — | — | — | Erstveröffentlichung: 1989                                                                 |
| 1989 | Vasco La mia moto                              | IT2 (18 Wo.)IT | — | — | — | — | Erstveröffentlichung: 7. April 1989                                                        |
| 1989 | Scappa con me La mia moto                      | IT5 (14 Wo.)IT | — | — | — | — | Erstveröffentlichung: 30. Juni 1989                                                        |
| 1989 | No Sorry –                                     | — | — | — | — | UK79 (2 Wo.)UK | Erstveröffentlichung: 1989 als Gino Latino                                                 |
| 1990 | Welcome –                                      | — | — | — | — | UK17 (7 Wo.)UK | Erstveröffentlichung: 1990 als Gino Latino                                                 |
| 1991 | Muoviti muoviti Una tribù che balla            | IT18 (10 Wo.)IT | — | — | — | — | Erstveröffentlichung: 8. März 1991                                                         |
| 1992 | Benvenuti nella giungla Lorenzo 1992           | IT11 (7 Wo.)IT | — | — | — | — | Erstveröffentlichung: 1992                                                                 |
| 1992 | Non m’annoio Lorenzo 1992                      | IT4 (10 Wo.)IT | — | — | — | — | Erstveröffentlichung: 1992                                                                 |
| 1993 | Io no Lorenzo 1992                             | IT3 (12 Wo.)IT | — | — | — | — | Erstveröffentlichung: 1993                                                                 |
| 1993 | Penso positivo Lorenzo 1994                    | IT1 (19 Wo.)IT | — | — | — | — | Erstveröffentlichung: 29. November 1993                                                    |
| 1994 | Serenata rap Lorenzo 1994                      | IT1 Gold · (13 Wo.)IT | DE20 (16 Wo.)DE | — | — | — | Erstveröffentlichung: 1994                                                                 |
| 1994 | Voglio di più Lorenzo 1994                     | IT7 (14 Wo.)IT | — | — | — | — | Erstveröffentlichung: 1994                                                                 |
| 1994 | Piove (Remix) Lorenzo 1994                     | IT19 (3 Wo.)IT | — | — | — | — | Erstveröffentlichung: 1994                                                                 |
| 1995 | L’ombelico del mondo Lorenzo 1990–1995         | IT10 Gold (2017) · (12 Wo.)IT | — | AT23 (6 Wo.)AT | — | — | Erstveröffentlichung: 3. Juli 1995 Verkäufe: + 25.000                                      |
| 1997 | Bella Lorenzo 1997 – L’albero                  | IT100 Platin (2018) · (1 Wo.)IT | — | — | CH39 (9 Wo.)CH | — | Erstveröffentlichung: 1997 Verkäufe: + 30.000; in Italien erst 2013 platziert              |
| 1999 | Per te Lorenzo 1999 – Capo Horn                | IT1 Gold (2014) · (12 Wo.)IT | — | — | — | — | Erstveröffentlichung: 22. April 1999 Verkäufe: + 15.000                                    |
| 1999 | Un raggio di sole Lorenzo 1999 – Capo Horn     | IT8 Gold (2018) · (12 Wo.)IT | — | — | — | — | Erstveröffentlichung: 1999 Verkäufe: + 25.000                                              |
| 2000 | Stella cometa Lorenzo 1999 – Capo Horn         | IT19 (2 Wo.)IT | — | — | — | — | Erstveröffentlichung: 2000 mit Nabil Salameh                                               |
| 2000 | Dolce far niente Lorenzo 1999 – Capo Horn      | — | — | — | — | — | Erstveröffentlichung: 2000 Platz 26 (2 Wochen) in den M&D-Charts                           |
| 2002 | Salvami Lorenzo 2002 – Il quinto mondo         | IT1 (8 Wo.)IT | — | — | CH44 (7 Wo.)CH | — | Erstveröffentlichung: 2002                                                                 |
| 2002 | Ti sposerò Lorenzo 2002 – Il quinto mondo      | IT11 (13 Wo.)IT | — | — | — | — | Erstveröffentlichung: 2002                                                                 |
| 2002 | Morirò d’amore Lorenzo 2002 – Il quinto mondo  | IT13 (8 Wo.)IT | — | — | — | — | Erstveröffentlichung: 2002                                                                 |
| 2005 | (Tanto)³ Buon sangue                           | IT6 (21 Wo.)IT | — | — | — | — | Erstveröffentlichung: 29. April 2005                                                       |
| 2005 | Mi fido di te Buon sangue                      | IT47 ×2Doppelplatin (2019) · (4 Wo.)IT                                                                                                   | DE65 (6 Wo.)DE | — | — | — | Erstveröffentlichung: 5. November 2005 Verkäufe: + 100.000; in Italien erst 2008 platziert |
| 2007 | Fango Safari                                   | IT4 (21 Wo.)IT | — | — | — | — | Erstveröffentlichung: 6. Dezember 2007 feat. Ben Harper                                    |
| 2008 | A te Safari                                    | IT1 ×6Sechsfachplatin · (301 Wo.)IT | — | — | CH21 (25 Wo.)CH | — | Erstveröffentlichung: 7. März 2008 Verkäufe: + 300.000                                     |
| 2008 | Safari                                         | IT16 (11 Wo.)IT | — | — | — | — | Erstveröffentlichung: 4. Juli 2008 feat. Giuliano Sangiorgi                                |
| 2008 | Come musica Safari                             | IT8 Gold (2017) · (18 Wo.)IT | — | — | — | — | Erstveröffentlichung: 20. Oktober 2008 Verkäufe: + 25.000                                  |
| 2009 | Mezzogiorno Safari                             | IT26 (7 Wo.)IT | — | — | — | — | Erstveröffentlichung: 23. Januar 2009                                                      |
| 2009 | Punto Safari                                   | IT12 (12 Wo.)IT | — | — | — | — | Erstveröffentlichung: 15. Mai 2009 feat. Sérgio Mendes                                     |
| 2010 | Baciami ancora –                               | IT1 ×3Dreifachplatin · (53 Wo.)IT | — | — | CH54 (2 Wo.)CH | — | Erstveröffentlichung: 8. Januar 2010 Verkäufe: + 90.000                                    |
| 2010 | Tutto l’amore che ho Ora                       | IT1 ×3Dreifachplatin · (59 Wo.)IT | — | — | CH22 (18 Wo.)CH | — | Erstveröffentlichung: 3. Dezember 2010 Verkäufe: + 90.000                                  |
| 2011 | Le tasche piene di sassi Ora                   | IT2 ×2Doppelplatin · (55 Wo.)IT | — | — | — | — | Erstveröffentlichung: 11. März 2011 Verkäufe: + 60.000                                     |
| 2011 | Il più grande spettacolo dopo il Big Bang Ora  | IT2 ×2Doppelplatin · (44 Wo.)IT | — | — | — | — | Erstveröffentlichung: 27. Mai 2011 Verkäufe: + 60.000                                      |
| 2011 | La notte dei desideri Ora                      | IT6 Platin · (22 Wo.)IT | — | — | — | — | Erstveröffentlichung: 9. September 2011 Verkäufe: + 30.000                                 |
| 2011 | Ora                                            | IT6 Gold · (21 Wo.)IT | — | — | — | — | Erstveröffentlichung: 25. November 2011 Verkäufe: + 15.000                                 |
| 2012 | Tensione evolutiva Backup – Lorenzo 1987–2012  | IT6 Platin · (18 Wo.)IT | — | — | — | — | Erstveröffentlichung: 9. November 2012 Verkäufe: + 30.000                                  |
| 2012 | Ti porto via con me Backup – Lorenzo 1987–2012 | IT10 Platin · (29 Wo.)IT | — | — | — | — | Erstveröffentlichung: 5. April 2013 Verkäufe: + 30.000; feat. Benny Benassi                |
| 2013 | Terra degli uomini Backup – Lorenzo 1987–2012  | IT65 (9 Wo.)IT | — | — | — | — | Erstveröffentlichung: 1. Februar 2013                                                      |
| 2013 | Ti porto via con me Backup – Lorenzo 1987–2012 | IT10 Platin · (29 Wo.)IT | — | — | — | — | Erstveröffentlichung: 5. April 2013 Verkäufe: + 30.000; feat. Benny Benassi                |
| 2013 | Estate Backup – Lorenzo 1987–2012              | IT5 Platin · (18 Wo.)IT | — | — | — | — | Erstveröffentlichung: 5. Juli 2013 Verkäufe: + 30.000                                      |
| 2014 | Sabato Lorenzo 2015 CC.                        | IT4 ×3Dreifachplatin · (42 Wo.)IT | — | — | — | — | Erstveröffentlichung: 16. Dezember 2014 Verkäufe: + 150.000                                |
| 2015 | Gli immortali Lorenzo 2015 CC.                 | IT31 ×2Doppelplatin · (28 Wo.)IT | — | — | — | — | Erstveröffentlichung: 27. Februar 2015 Verkäufe: + 100.000                                 |
| 2015 | L’estate addosso Lorenzo 2015 CC.              | IT8 ×3Dreifachplatin · (33 Wo.)IT | — | — | — | — | Erstveröffentlichung: 29. Mai 2015 Verkäufe: + 150.000                                     |
| 2015 | Pieno di vita Lorenzo 2015 CC.                 | IT70 Platin · (13 Wo.)IT | — | — | — | — | Erstveröffentlichung: 18. September 2015 Verkäufe: + 50.000                                |
| 2016 | E non hai visto ancora niente Lorenzo 2015 CC. | IT75 Gold · (2 Wo.)IT | — | — | — | — | Erstveröffentlichung: 11. März 2016 Verkäufe: + 25.000                                     |
| 2016 | Ragazza magica Lorenzo 2015 CC.                | IT25 ×2Doppelplatin · (21 Wo.)IT | — | — | — | — | Erstveröffentlichung: 27. Mai 2016 Verkäufe: + 100.000                                     |
| 2017 | Oh, vita!                                      | IT7 Platin · (13 Wo.)IT | — | — | — | — | Erstveröffentlichung: 10. November 2017 Verkäufe: + 50.000                                 |
| 2018 | Le canzoni Oh, vita!                           | IT59 Platin · (18 Wo.)IT | — | — | — | — | Erstveröffentlichung: 26. Januar 2018 Verkäufe: + 50.000                                   |
| 2018 | Chiaro di luna Oh, vita!                       | IT51 Platin · (6 Wo.)IT | — | — | — | — | Erstveröffentlichung: 9. November 2018 Verkäufe: + 50.000                                  |
| 2019 | Nuova era Jova Beach Party                     | IT51 Platin · (16 Wo.)IT | — | — | — | — | Erstveröffentlichung: 7. Juni 2019 Verkäufe: + 70.000                                      |
| 2019 | Luna Lorenzo sulla luna                        | IT76 (1 Wo.)IT | — | — | — | — | Erstveröffentlichung: 19. Juli 2019                                                        |
| 2020 | Balla per me Accetto miracoli                  | IT37 Platin · (21 Wo.)IT | — | — | — | — | Erstveröffentlichung: 5. Juni 2020 Verkäufe: + 70.000; mit Tiziano Ferro                   |
| 2022 | I Love You Baby Mediterraneo                   | IT2 ×5Fünffachplatin · (45 Wo.)IT | — | — | — | — | Erstveröffentlichung: 21. März 2022 Verkäufe: + 500.000; mit Sixpm                         |
| 2022 | Sensibile all’estate Il disco del Sole         | IT87 Gold · (6 Wo.)IT | — | — | — | — | Erstveröffentlichung: 20. Juni 2022 Verkäufe: + 50.000; mit Sixpm                          |
| 2023 | Diamanti N20 – Tour 2023 Setlist               | IT42 Platin · (13 Wo.)IT | — | — | — | — | Erstveröffentlichung: 16. März 2023 Verkäufe: + 100.000; mit Negramaro & Elisa             |
| 2024 | Montecristo Il corpo umano, Vol. 1             | IT79 (1 Wo.)IT | — | — | — | — | Erstveröffentlichung: 21. November 2024                                                    |
| 2025 | Fuorionda Il corpo umano, Vol. 1               | IT68 (3 Wo.)IT | — | — | — | — | Erstveröffentlichung: 9. Januar 2025                                                       |
| 2025 | Oceanica –                                     | IT17 (… Wo.)IT | — | — | — | — | Erstveröffentlichung: 19. Juni 2025 mit Merk & Kremont                                     |
| Folgende Lieder erschienen nicht als Single, wurden aber durch das Album zum Download und Streaming bereitgestellt und konnten somit eine Platzierung erlangen: |                                                | | | | | |                                                                                            |
| |                                                | | | | | |                                                                                            |
| 2008 | Dove ho visto te Safari                        | IT41 (1 Wo.)IT | — | — | — | — |                                                                                            |
| 2011 | Quando sarò vecchio Ora                        | IT62 (2 Wo.)IT | — | — | — | — |                                                                                            |
| 2011 | Amami Ora                                      | IT78 (1 Wo.)IT | — | — | — | — |                                                                                            |
| 2011 | Un’illusione Ora                               | IT82 (1 Wo.)IT | — | — | — | — |                                                                                            |
| 2011 | La bella vita Ora                              | IT86 (1 Wo.)IT | — | — | — | — | feat. Amadou & Mariam                                                                      |
| 2011 | L’elemento umano Ora                           | IT87 (1 Wo.)IT | — | — | — | — | feat. Luca Carboni                                                                         |
| 2012 | Megamix Ora                                    | IT72 (1 Wo.)IT | — | — | — | — |                                                                                            |
| 2015 | Il cielo immenso Lorenzo 2015 CC.              | IT40 (1 Wo.)IT | — | — | — | — |                                                                                            |
| 2015 | L’alba Lorenzo 2015 CC.                        | IT45 (3 Wo.)IT | — | — | — | — |                                                                                            |
| 2015 | Musica Lorenzo 2015 CC.                        | IT56 (1 Wo.)IT | — | — | — | — | feat. Manu Dibango                                                                         |
| 2015 | Un bene dell’anima Lorenzo 2015 CC.            | IT60 (2 Wo.)IT | — | — | — | — |                                                                                            |
| 2015 | Si alza il vento Lorenzo 2015 CC.              | IT63 (1 Wo.)IT | — | — | — | — | feat. Bombino                                                                              |
| 2015 | Le storie vere Lorenzo 2015 CC.                | IT64 (1 Wo.)IT | — | — | — | — |                                                                                            |
| 2015 | Tutto acceso Lorenzo 2015 CC.                  | IT68 (1 Wo.)IT | — | — | — | — |                                                                                            |
| 2017 | Paura di niente Oh, vita!                      | IT65 (1 Wo.)IT | — | — | — | — |                                                                                            |
| 2025 | Un mondo a parte Il corpo umano, Vol. 1        | IT27 Gold · (18 Wo.)IT | — | — | — | — | Verkäufe: + 100.000                                                                        |

Weitere Singles
- 1987: Walking
- 1987: Reggae 87
- 1988: Yo (als Gino Latino)
- 1989: Latino (als Gino Latino)
- 1989: La mia moto
- 1990: Ciao mamma
- 1990: Gente della notte
- 1990: Los numeros
- 1991: One Nation
- 1991: Libera l’anima
- 1992: Chissà se stai dormendo
- 1992: Ragazzo fortunato (IT: Platin [100.000+])
- 1995: Marco Polo
- 1997: Questa è la mia casa
- 1997: Per la vita che verrà
- 2000: File Not Found
- 2001: El ombligo del mundo
- 2001: Un rayo de sol en la mano
- 2002: Date al diavolo un bimbo per cena
- 2006: Una storia d’amore
- 2008: Falla girare
- 2022: Se lo senti lo sai (IT: Gold [50.000+])

### Als Gastmusiker
| Jahr | Titel Album                                      | Höchstplatzierung, Gesamtwochen, AuszeichnungChartplatzierungen (Jahr, Titel, Album, Platzierungen, Wochen, Auszeichnungen, Anmerkungen) | Höchstplatzierung, Gesamtwochen, AuszeichnungChartplatzierungen (Jahr, Titel, Album, Platzierungen, Wochen, Auszeichnungen, Anmerkungen) | Höchstplatzierung, Gesamtwochen, AuszeichnungChartplatzierungen (Jahr, Titel, Album, Platzierungen, Wochen, Auszeichnungen, Anmerkungen) | Höchstplatzierung, Gesamtwochen, AuszeichnungChartplatzierungen (Jahr, Titel, Album, Platzierungen, Wochen, Auszeichnungen, Anmerkungen) | Höchstplatzierung, Gesamtwochen, AuszeichnungChartplatzierungen (Jahr, Titel, Album, Platzierungen, Wochen, Auszeichnungen, Anmerkungen) | Anmerkungen |
| Jahr | Titel Album                                      | IT | DE | AT | CH | UK | Anmerkungen |
| ---- | ------------------------------------------------ | --- | --- | --- | --- | --- | --- |
| 1993 | Radio Baccano X forza e X amore                  | IT3 (15 Wo.)IT | — | — | — | — | Erstveröffentlichung: 1993 Gianna Nannini feat. Jovanotti                                                             |
| 1999 | Il mio nome è mai più –                          | IT1 (33 Wo.)IT | — | — | — | — | Erstveröffentlichung: 17. Juni 1999 als LigaJovaPelù; mit Ligabue und Piero Pelù                                      |
| 2003 | Do d’freak Roma – Collettivo Soleluna            | IT13 (13 Wo.)IT | — | — | — | — | Erstveröffentlichung: 16. Juni 2003 als Teil des Collettivo Soleluna; feat. Planet Funk                               |
| 2007 | Cade la pioggia La finestra                      | IT15 Gold · (15 Wo.)IT | — | — | — | — | Erstveröffentlichung: November 2007 Verkäufe: + 25.000; Negramaro feat. Jovanotti                                     |
| 2009 | Domani 21/04.2009 –                              | IT1 (27 Wo.)IT | — | — | — | — | Erstveröffentlichung: 6. Mai 2009 als Teil der Artisti Uniti per l’Abruzzo                                            |
| 2010 | Mondo 1999–2010 The Greatest Hits                | IT4 (30 Wo.)IT | — | — | — | — | Erstveröffentlichung: 23. April 2010 Cesare Cremonini feat. Jovanotti                                                 |
| 2011 | The Sound of Sunshine                            | IT3 Platin · (21 Wo.)IT | — | — | — | — | Erstveröffentlichung: 24. Juni 2011 Michael Franti & Spearhead feat. Jovanotti Verkäufe: + 30.000                     |
| 2011 | Non so più cosa fare Facciamo finta che sia vero | IT25 (12 Wo.)IT | — | — | — | — | Erstveröffentlichung: 2. Dezember 2011 Adriano Celentano feat. Jovanotti, Giuliano Sangiorgi & Franco Battiato        |
| 2012 | Tu mi porti su Dietro le apparenze               | IT6 ×2Doppelplatin · (35 Wo.)IT | — | — | — | — | Erstveröffentlichung: 13. April 2012 Giorgia feat. Jovanotti Verkäufe: + 60.000                                       |
| 2012 | A muso duro Italia Loves Emilia. Il concerto     | IT20 (9 Wo.)IT | — | — | — | — | Erstveröffentlichung: 2012 als Teil von Italia Loves Emilia                                                           |
| 2019 | La luna e la gatta –                             | IT9 ×2Doppelplatin · (26 Wo.)IT | — | — | — | — | Erstveröffentlichung: 1. März 2019 Verkäufe: + 100.000; Takagi & Ketra feat. Tommaso Paradiso, Jovanotti und Calcutta |
| 2019 | Canzone Dove gli occhi non arrivano              | IT23 (2 Wo.)IT | — | — | — | — | Erstveröffentlichung: 27. September 2019 Rkomi feat. Jovanotti                                                        |

## Statistik

### Chartauswertung
|                     | IT     | DE    | AT    | CH     |
| ------------------- | ------ | ----- | ----- | ------ |
| Nummer-eins-Alben   | IT13IT | DE—DE | AT—AT | CH—CH  |
| Top-10-Alben        | IT21IT | DE—DE | AT1AT | CH8CH  |
| Alben in den Charts | IT24IT | DE1DE | AT9AT | CH18CH |

|                       | IT     | DE    | AT    | CH    | UK    |
| --------------------- | ------ | ----- | ----- | ----- | ----- |
| Nummer-eins-Singles   | IT12IT | DE—DE | AT—AT | CH—CH | UK—UK |
| Top-10-Singles        | IT38IT | DE—DE | AT—AT | CH—CH | UK—UK |
| Singles in den Charts | IT81IT | DE2DE | AT1AT | CH6CH | UK2UK |

### Auszeichnungen für Musikverkäufe
| Goldene Schallplatte - Italien - 2019: für das Lied Viva la libertà |

Anmerkung: Auszeichnungen in Ländern aus den Charttabellen bzw. Chartboxen sind in ebendiesen zu finden.
| Land/RegionAuszeichnungen für Musikverkäufe (Land/Region, Auszeichnungen, Verkäufe, Quellen) | Gold       | Platin       | Diamant  | Verkäufe  | Quellen      |
| -------------------------------------------------------------------------------------------- | ---------- | ------------ | -------- | --------- | ------------ |
| Italien (FIMI)                                                                               | 16× Gold16 | 70× Platin70 | Diamant1 | 4.150.000 | fimi.it      |
| Österreich (IFPI)                                                                            | Gold1      | —            | —        | 25.000    | ifpi.at      |
| Schweiz (IFPI)                                                                               | 6× Gold6   | —            | —        | 115.000   | hitparade.ch |
| Insgesamt                                                                                    | 23× Gold23 | 70× Platin70 | Diamant1 |           |              |

## Belege
1. 1 2 3 4  Chartquellen (Alben):
  - M&D-Chartarchiv. Musica e dischi, archiviert vom Original (nicht mehr online verfügbar) am 24. Juli 2017; abgerufen am 27. September 2016 (italienisch, kostenpflichtiger Abonnement-Zugang; IT bis 1994).  Info: Der Archivlink wurde automatisch eingesetzt und noch nicht geprüft. Bitte prüfe Original- und Archivlink gemäß Anleitung und entferne dann diesen Hinweis.
  - Guido Racca & Chartitalia: Top 100 FIMI Album. Lulu, 2013, S. 123 (IT 1995–2012).
  - Alben von Jovanotti. In: Italiancharts.com. Hung Medien, abgerufen am 27. September 2016 (IT seit 2013).
  - Jovanotti. In: Offizielle deutsche Charts. GfK Entertainment, abgerufen am 27. September 2016 (DE).
  - Alben von Jovanotti. In: Austriancharts.at. Hung Medien, abgerufen am 27. September 2016 (AT).
  - Alben von Jovanotti. In: Hitparade.ch. Hung Medien, abgerufen am 27. September 2016 (CH).
2. ↑  Chartquellen (Singles):
  - M&D-Chartarchiv. Musica e dischi, archiviert vom Original (nicht mehr online verfügbar) am 24. Juli 2017; abgerufen am 27. September 2016 (italienisch, kostenpflichtiger Abonnement-Zugang; IT bis 1997).  Info: Der Archivlink wurde automatisch eingesetzt und noch nicht geprüft. Bitte prüfe Original- und Archivlink gemäß Anleitung und entferne dann diesen Hinweis.
  - Guido Racca & Chartitalia: Top 100 FIMI Singoli. Lulu, 2013, S. 106 f. (IT 1997–2012).
  - Archivio classifiche Top Singoli. FIMI, abgerufen am 7. November 2023 (italienisch, IT seit 2013).
  - Jovanotti. In: Offizielle deutsche Charts. GfK Entertainment, abgerufen am 27. September 2016 (DE).
  - Singles von Jovanotti. In: Austriancharts.at. Hung Medien, abgerufen am 27. September 2016 (AT).
  - Singles von Jovanotti. In: Hitparade.ch. Hung Medien, abgerufen am 27. September 2016 (CH).
  - Gino Latino in den britischen Charts. Official Charts Company, abgerufen am 27. September 2016 (UK).
3. ↑  Chartquellen (Gastbeiträge):
  - M&D-Chartarchiv. Musica e dischi, archiviert vom Original (nicht mehr online verfügbar) am 24. Juli 2017; abgerufen am 27. September 2016 (italienisch, kostenpflichtiger Abonnement-Zugang).  Info: Der Archivlink wurde automatisch eingesetzt und noch nicht geprüft. Bitte prüfe Original- und Archivlink gemäß Anleitung und entferne dann diesen Hinweis.
  - Guido Racca & Chartitalia: Top 100 FIMI Singoli. Lulu, 2013, S. 112; 80; 127; 66; 81; 94; 97; 78.
  - Archivio classifiche Top Digital. FIMI, abgerufen am 7. November 2023 (italienisch).